# آرتور فیلیپ
دریادار آرتور فیلیپ (به انگلیسی: Admiral Arthur Phillip) (زاده ۱۷۳۸ - درگذشته ۱۸۱۴)، یکی از دریانوردان و افسران نیروی دریایی بریتانیای کبیر در قرن هجدهم بود که به عنوان نخستین فرماندار، در مستعمره نیو ساوت ولز در استرالیا منصوب شد.
نخستین دریانورد انگلیسی که قاره استرالیا را اکتشاف کرد جیمز کوک بود که در سال ۱۷۷۰ به این سرزمین وارد شد. هفت سال بعد دولت بریتانیا تصمیم گرفت تا در این سرزمین تازه، مستعمره‌ای تشکیل دهد. در اکتبر ۱۷۷۷، گروهی از کشتی‌های بریتانیایی به فرماندهی دریادار آرتور فیلیپ، این کشور را به مقصد سرزمین استرالیا ترک کردند. آرتور فیلیپ از طرف وزیر کشور وقت بریتانیا، لرد سیدنی، ماموریت یافت تا در این سرزمین پیاده شده و مستعمره جدید بریتانیا را با نام نیو ساوت ولز تشکیل دهد. این گروه، در بیست‌وشش ژانویه‌ی ۱۷۷۸ به استرالیا رسید و نیو ساوت ولز را به عنوان مستعمره جدید استرالیا تشکیل داد. آرتور فیلیپ، فرمانده این مستعمره شد. وی حدود پانزده سال فرمانده این مستعمره بود و در این مدت بیش از چهار هزار و دویست اروپایی در سرزمین جدید ساکن شدند و زمین دریافت کردند که دست کم سه هزار نفر آنان، محکومان و زندانیان بودند.
آرتور فیلیپ، که از نوعی بیماری سو تغذیه رنج می‌برد سرانجام مه ۱۷۹۳ به انگلستان بازگشت و بازنشسته شد.

## نگارخانه

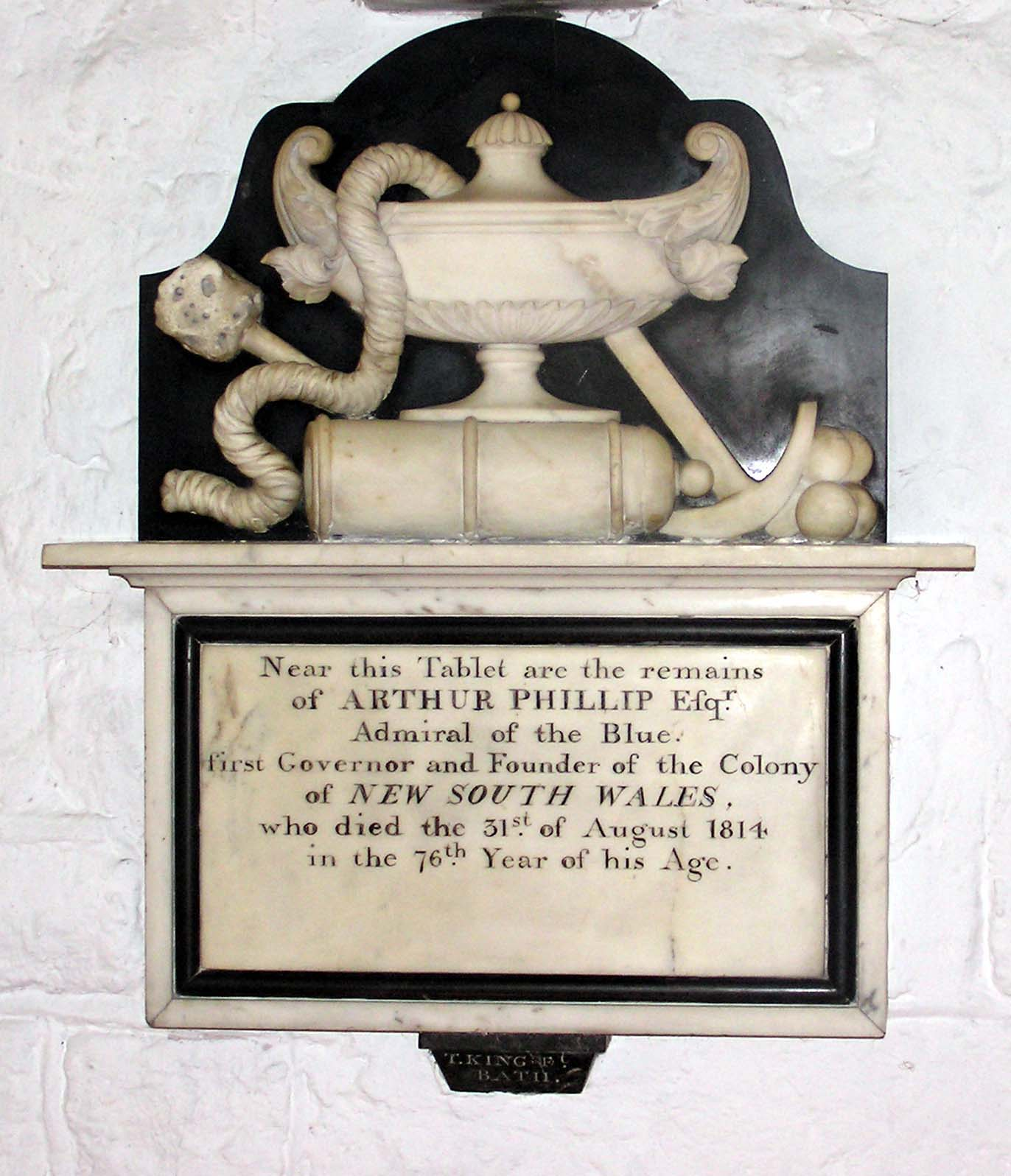
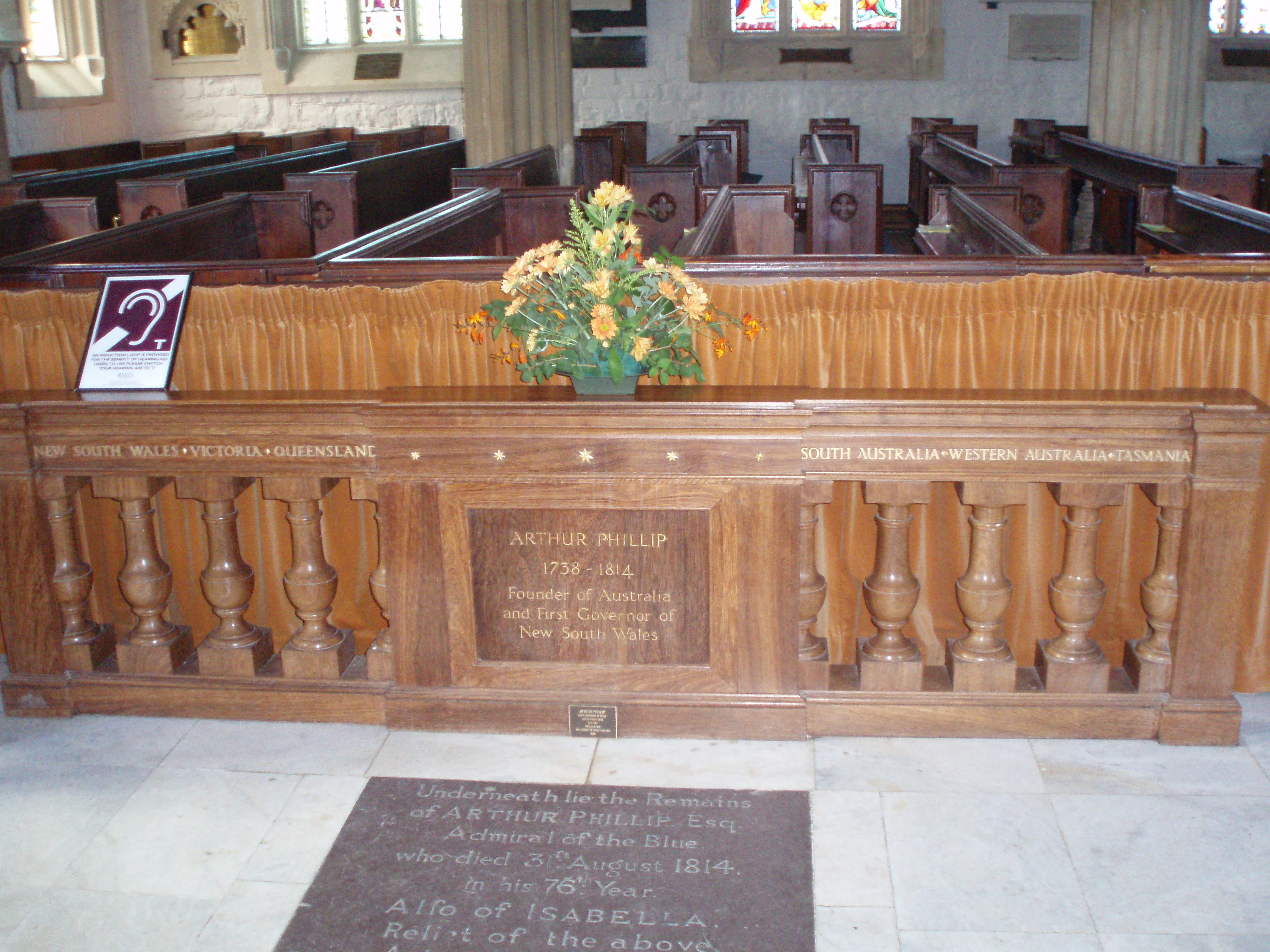
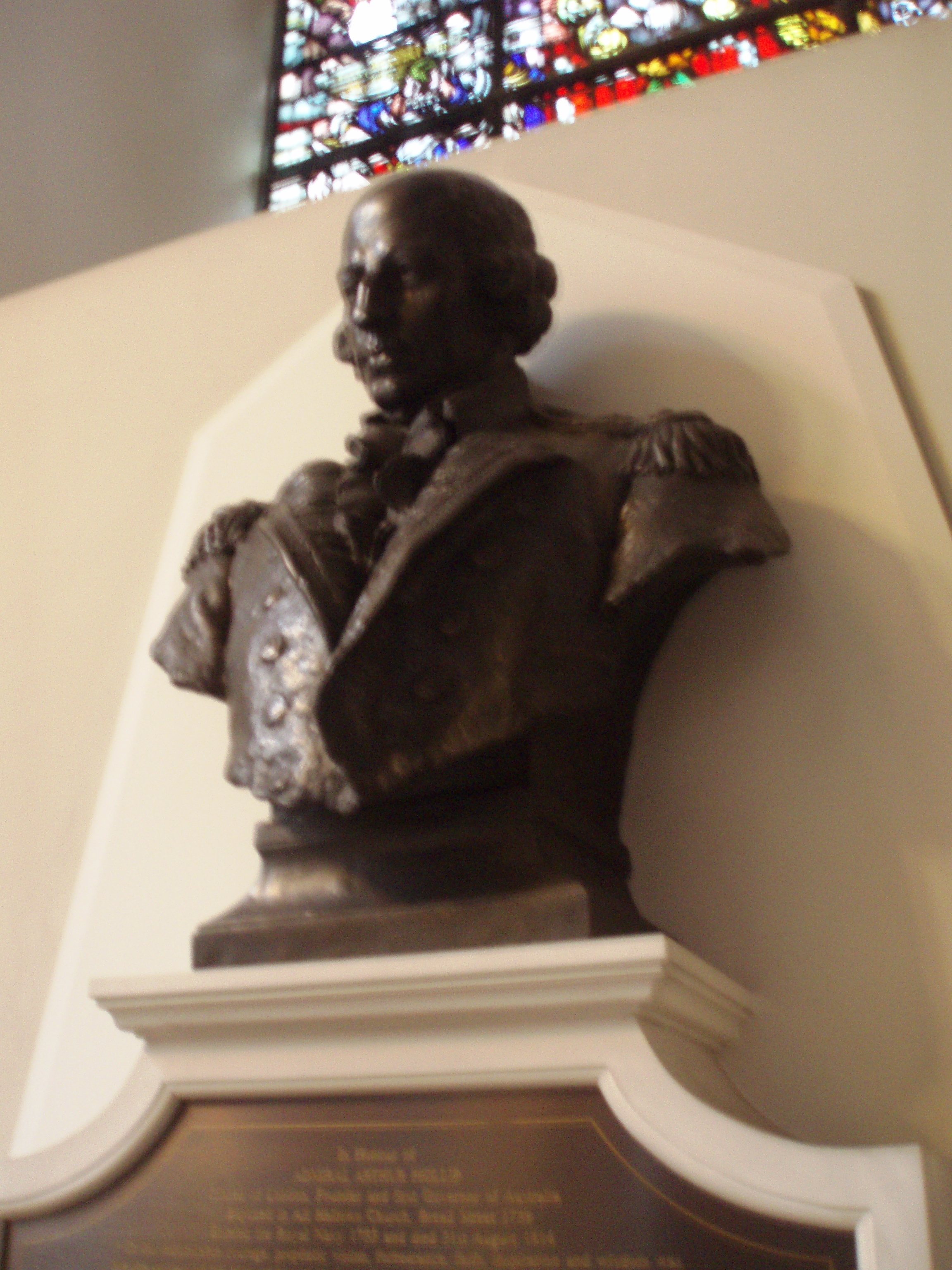